# Isochromodes submarginata
Isochromodes submarginata är en fjärilsart som beskrevs av W. Warren 1895. Isochromodes submarginata ingår i släktet Isochromodes och familjen mätare. Inga underarter finns listade i Catalogue of Life.